# Cista Provo
Cista Provo est un village et une municipalité située en Dalmatie, dans le comitat de Split-Dalmatie, en Croatie. Au recensement de 2001, la municipalité comptait 3 674 habitants, dont 98,99 % de Croates et le village seul comptait 526 habitants.

## Localités
La municipalité de Cista Provo compte 6 localités :
| - Aržano - Biorine - Cista Provo | - Cista Velika - Dobranje - Svib |